# همستال ریدور
همستال ریدور (به انگلیسی: Hamstall Ridware) یک روستا و محله مدنی در بریتانیا است که در لیچفیلد واقع شده‌است. همستال ریدور ۳۱۳ نفر جمعیت دارد.